# Trang Pháp
Nguyễn Thùy Trang (sinh ngày 25 tháng 1 năm 1989), thường được biết đến với nghệ danh Trang Pháp, là một nữ ca sĩ, nhạc sĩ, nhà sản xuất thu âm kiêm diễn viên người Việt Nam. Cô hiện là thành viên của nhóm nhạc nữ Lunas.
Trang Pháp bắt đầu nổi tiếng sau khi xuất hiện trên phim truyền hình Nhật ký Vàng Anh. Sau bộ phim, cô chuyển hướng sang âm nhạc. Xuyên suốt sự nghiệp, cô đã phát hành một số bài hát cũng như tham gia sáng tác nhiều ca khúc, và từng được vinh danh là "Nữ hoàng nhạc phim". Năm 2023, cô tham gia chương trình truyền hình Chị đẹp đạp gió rẽ sóng và giành giải quán quân.

## Tiểu sử
Trang Pháp sinh ngày 25 tháng 1 năm 1989 tại Hà Nội, Việt Nam. Cô xuất thân trong một gia đình ngoại giao danh giá, với bố của cô là Nguyễn Quang – tiến sĩ kiêm giáo sư ngoại ngữ có 40 năm công tác tại Trường Đại học Ngoại ngữ, Đại học Quốc gia Hà Nội, còn mẹ của cô là nhà ngoại giao có hơn 30 năm cống hiến cho ngành ngoại giao Việt Nam, từng là Chánh Văn phòng Lãnh sự quán Việt Nam tại Brussels, Bỉ, và là Bí thư thứ nhất phái đoàn UNESCO Việt Nam tại Paris, Pháp. Ông ngoại của Trang Pháp là nhà ngoại giao Nguyễn Khắc Huỳnh, từng là Đại sứ đặc mệnh toàn quyền của Việt Nam tại nhiều quốc gia trên thế giới, ông đã từng góp mặt trong Đoàn đàm phán nước Việt Nam Dân chủ Cộng hòa, tham gia cuộc đàm phán lịch sử tại Hiệp định Paris về chấm dứt chiến tranh, lập lại hòa bình ở Việt Nam.
Thời niên thiếu, Trang Pháp tốt nghiệp tại Đại học Lyon II của Pháp với chuyên ngành Kinh tế – Quản lý. Ngoài tiếng Việt, cô có thể sử dụng thành thạo tiếng Anh, tiếng Pháp và tiếng Tây Ban Nha. Cô được gia đình cho học đàn năm 6 tuổi và bắt đầu tham gia viết nhạc từ năm 10 tuổi.

## Sự nghiệp

### 2006–2013: Những năm đầu
Trang Pháp bắt đầu sự nghiệp với vai diễn Thảo Uyên trong bộ phim Nhật ký Vàng Anh. Tuy nhiên, sau đó cô lại không theo đuổi con đường nghệ thuật mà tập trung cho việc học tập ở Pháp. Năm 2013, Trang Pháp về nước và chuyển hướng sang ca hát và sáng tác. Cô phát hành album Runaway (Chạy trốn) với tên thật là Nguyễn Phạm Thùy Trang, cũng như ra mắt đĩa đơn "Chocolate", ca khúc chủ đề trong bộ phim Âm mưu giày gót nhọn.

### 2013–2023: Thành công với đĩa đơn và nhạc phim

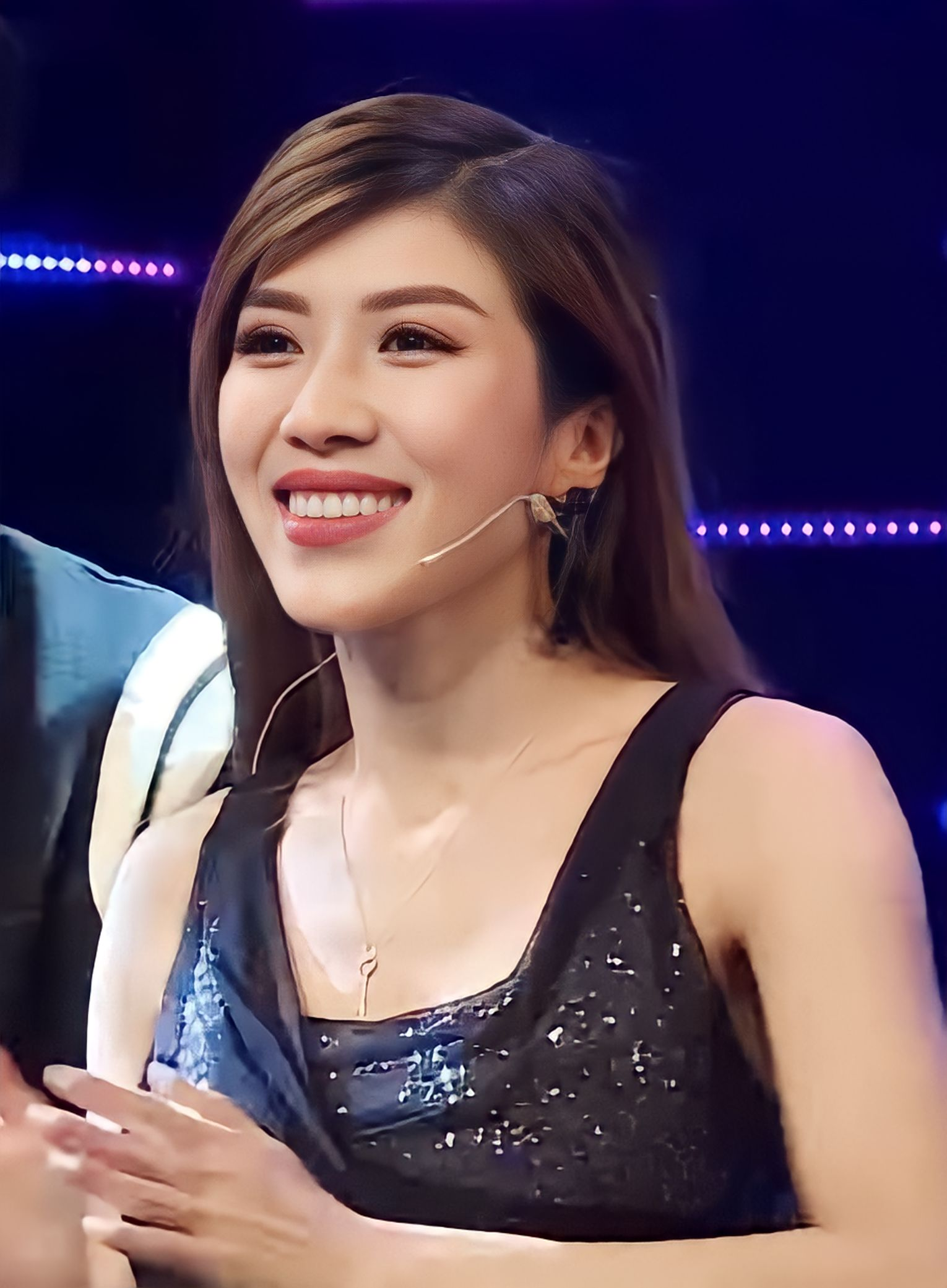
Trang Pháp vào năm 2019.

Năm 2015, Trang Pháp tiếp tục tạo được ấn tượng tốt khi tham gia chương trình Cuộc đua kỳ thú 2015 cùng cô bạn thân Băng Di và giành hạng ba. Sau đó, cô tiếp tục ghi dấu ấn mạnh mẽ khi tham gia cuộc thi Hoán đổi, cô lại một lần nữa chứng minh được rằng mình không phải là một cô nàng bánh bèo như vẻ bề ngoài khi liên tục khiến khán giả và ban giám khảo phải bất ngờ với những màn hóa thân cực kì xuất sắc theo từng tuần. Cũng trong năm 2015, cô ra mắt đĩa đơn "Chỉ là". Năm 2016, Trang Pháp lần đầu thử sức ở mảng điện ảnh với một vai phụ trong bộ phim Găng tay đỏ và sáng tác ca khúc "Giấu" do chính cô thể hiện. Sang năm 2017, cô ra mắt đĩa đơn "Sau khi chia tay thì phải làm gì".
Năm 2019, Trang Pháp chịu trách nhiệm với vai trò giám đốc âm nhạc cho chương trình biểu diễn "I Am Superstar" của nhà thiết kế thời trang Chung Thanh Phong thông qua việc sáng tác ca khúc chủ đề cho chương trình. Cô còn tham gia sáng tác nhạc phim cho nhiều dự án gồm Scandal: Bí mật thảm đỏ, Long ruồi, Tuổi thanh xuân 2, Gái già lắm chiêu 3, Gái già lắm chiêu V, và Thương ngày nắng về. Bên cạnh đó, Trang Pháp cũng sáng tác nhiều ca khúc nổi tiếng cho các ca sĩ khác như "Đừng yêu" của Thu Minh, "Em hơi mệt với bạn thân anh" của Hương Giang, hay "Em sai rồi anh xin lỗi em đi" và "Hoa dưới mặt trời" của Chi Pu. Cô còn tham gia viết lời Việt cho các ca khúc như "Từ hôm nay (Feel Like Ooh)" và "Mình chia tay đi".

### 2023–nay: Đột phá vàInfinity8
Sau nhiều năm lui về hậu trường để sáng tác và sản xuất âm nhạc, tên tuổi của cô đã bùng nổ khi tái xuất trong mùa đầu tiên của chương trình Chị đẹp đạp gió rẽ sóng. Trang Pháp để lại dấu ấn như là một nghệ sĩ toàn năng khi có thể thực hiện nhiều vai trò khác nhau, và cô được vinh danh ở vị trí quán quân kiêm đội trưởng của nhóm nhạc "Đạp gió" gồm bảy chị đẹp chiến thắng chung cuộc, cũng như gặt hái thêm hai giải phụ khác là "Chị đẹp toàn năng" và "Trưởng nhóm của năm". Tháng 1 năm 2024, Trang Pháp ký hợp đồng với The First Management. Đến tháng 4 cùng năm, Trang Pháp trở thành thành viên của nhóm nhạc Lunas.
Ngày 9 tháng 10 năm 2024, cô phát hành đĩa đơn Gửi chồng tương lai, kết hợp cùng nam ca sĩ JSOL khúc nói về tình yêu như một cuộc hành trình thú vị, đong đầy những khoảnh khắc hài hước, ấm áp và ngọt ngào. Ngày 19 tháng 12, cô cho ra mắt album Infinity8 lấy cảm hứng từ bài học trong quá trình làm nghề và những tan vỡ trong tình yêu, đánh dấu chặng đường mười năm ca hát mang tính bước ngoặt, thể hiện con người và cách suy nghĩ làm nghề mới mẻ hiện tại của cô.
Đầu năm 2025, sau một năm hoạt động rực rỡ, Trang Pháp đã nhận được hai giải thưởng danh giá là "Nữ ca sĩ được yêu thích nhất" tại giải Mai Vàng lần thứ 30 và "Nữ ca sĩ của năm" tại giải Cống hiến lần thứ 19.

## Danh sách đĩa nhạc

### Album phòng thu
| Tựa đề    | Chi tiết album                                                                         |
| --------- | -------------------------------------------------------------------------------------- |
| Runaway   | - Phát hành: 2012 - Định dạng: Tải nhạc, phát trực tuyến, album vật lý                 |
| Chocolate | - Phát hành: 2013 - Định dạng: Tải nhạc, phát trực tuyến, album vật lý                 |
| Infinity8 | - Phát hành: 19 tháng 12 năm 2024 - Định dạng: Tải nhạc, phát trực tuyến, album vật lý |

### Đĩa mở rộng
| Tựa đề  | Chi tiết đĩa mở rộng                                     |
| ------- | -------------------------------------------------------- |
| Diamond | - Phát hành: 2014 - Định dạng: Tải nhạc, phát trực tuyến |

### Đĩa đơn
| Năm  | Tựa đề                             | Chú thích                                               |
| ---- | ---------------------------------- | ------------------------------------------------------- |
| 2010 | "Như là mơ"                        | Nhạc phim Long Ruồi Hợp tác cùng Hà Okio                |
| 2012 | "Phiên bản khác"                   | Nhạc phim Scandal: Bí mật thảm đỏ Hợp tác cùng Suboi    |
| 2012 | "Gone Gone Gone"                   | Nhạc phim Scandal: Bí mật thảm đỏ                       |
| 2013 | "Yêu thương anh trao"              | The G-Invasion                                          |
| 2013 | "Chocolate"                        | Nhạc phim Âm mưu giày gót nhọn                          |
| 2014 | "Butterfly"                        | Hợp tác cùng Mr. T                                      |
| 2014 | "Tốc độ"                           | Nhạc phim Tốc độ đường cong                             |
| 2015 | "Khoảng không chơi vơi"            | Hợp tác cùng O Plus Band                                |
| 2015 | "Là anh"                           | Nhạc phim Ma dai                                        |
| 2015 | "Believe"                          | Hợp tác cùng Mr. T                                      |
| 2015 | "Đêm"                              | Hợp tác cùng TY                                         |
| 2015 | "At the top"                       | Nhạc phim Scandal: Hào quang trở lại                    |
| 2016 | "Giấu"                             | Nhạc phim Găng tay đỏ                                   |
| 2016 | "Quay lại"                         | Nhạc phim Zippo, mù tạt và em                           |
| 2016 | "Chỉ là"                           |                                                         |
| 2017 | "Tạm biệt anh"                     | Nhạc phim Tuổi thanh xuân 2                             |
| 2017 | "Nếu thời gian trở lại"            | Nhạc phim Linh duyên                                    |
| 2017 | "Sau khi chia tay thì phải làm gì" |                                                         |
| 2018 | "Vội vàng lời chia tay"            | Album Bình tĩnh sống của WeChoice Awards 2018           |
| 2020 | "Fabulous"                         | Nhạc phim Gái già lắm chiêu 3                           |
| 2021 | "Turn up the fire"                 | Nhạc phim Gái già lắm chiêu V: Những cuộc đời vương giả |
| 2022 | "Đau em phải làm sao"              | Nhạc phim Thương ngày nắng về                           |
| 2023 | "Hóa ra như vậy là yêu"            | Nhạc phim Đừng nói khi yêu                              |
| 2024 | "Ai cho tôi lương thiện"           | Single của Chị đẹp đạp gió rẽ sóng                      |
| 2024 | "Đạp gió"                          |                                                         |
| 2024 | "Gửi chồng tương lai"              | Hợp tác cùng JSOL                                       |

### Sáng tác, viết lời bài hát cho nghệ sĩ khác
| Năm  | Tựa đề                               | Nghệ sĩ                       | Vai trò  | Chú thích                                  |
| ---- | ------------------------------------ | ----------------------------- | -------- | ------------------------------------------ |
| 2010 | "Để mất nhau"                        | Duy Khoa ft. Thùy Trang       | Sáng tác | Single                                     |
| 2012 | "Fly"                                | Vy Oanh                       | Viết lời | Album "Fly"                                |
| 2013 | "Let me be your lover"               | Thảo Trang                    | Sáng tác | Album "This Love"                          |
| 2013 | "Love you baby"                      | Thảo Trang                    | Sáng tác | Album "This Love"                          |
| 2013 | "She rocks"                          | Thảo Trang                    | Sáng tác | Single                                     |
| 2013 | "Hạnh phúc mãi mãi (Yes I Do)"       | Đăng Khôi                     | Viết lời | Single                                     |
| 2014 | "Đã xa"                              | Thảo Trang                    | Sáng tác | Single                                     |
| 2015 | "Đừng yêu"                           | Thu Minh                      | Sáng tác | Album "Đừng yêu"                           |
| 2015 | "Still Loving You"                   | Giang Hồng Ngọc               | Viết lời | The Remix 2015                             |
| 2015 | "Hãy mang đi xa"                     | Hương Tràm                    | Sáng tác | The Remix 2015                             |
| 2015 | "Ngày hôm qua"                       | Hà My                         | Sáng tác | Album "Ngày hôm qua"                       |
| 2016 | "Fighting Fighting"                  | Chi Pu                        | Sáng tác | Nhạc phim Tỉnh giấc tôi thấy mình trong ai |
| 2016 | "I Love You"                         | Bảo Thy                       | Sáng tác | Single                                     |
| 2016 | "Goodbye"                            | Thu Minh                      | Sáng tác | Single                                     |
| 2016 | "Bây giờ em đã khác"                 | Hoàng Thùy Linh ft. Minh Hằng | Sáng tác | Single                                     |
| 2016 | "Ta là tất cả của nhau"              | Tim & Trương Quỳnh Anh        | Sáng tác | Single                                     |
| 2016 | "Dù sao"                             | Ánh Minh                      | Sáng tác | Single                                     |
| 2017 | "I Don't Believe"                    | Thu Minh                      | Sáng tác | Single                                     |
| 2017 | "Từ hôm nay"                         | Chi Pu                        | Viết lời | Single                                     |
| 2017 | "Cho ta gần hơn"                     | Chi Pu                        | Viết lời | Single                                     |
| 2017 | "Em sai rồi, anh xin lỗi em đi"      | Chi Pu                        | Sáng tác | Single                                     |
| 2017 | "Mối tình đầu"                       | Mlee ft Minh Trung            | Sáng tác | Single                                     |
| 2017 | "Hơn cả trái đất"                    | Ánh Minh                      | Sáng tác | Single                                     |
| 2017 | "Vì em yêu lắm"                      | Trà My Idol                   | Sáng tác | Single                                     |
| 2018 | "Cô ấy sẽ không yêu anh như em"      | Thu Minh                      | Sáng tác | Single                                     |
| 2018 | "Mình chia tay đi"                   | Erik                          | Viết lời |                                            |
| 2018 | "Chờ thêm một đời"                   | Mai Tiến Dũng                 | Sáng tác | Single                                     |
| 2018 | "Chút tình đã quên"                  | Hương Tràm                    | Sáng tác | Nhạc phim Hoán đổi                         |
| 2018 | "Sống như ta 20"                     | Thu Minh                      | Sáng tác | Single                                     |
| 2018 | "Sao em nỡ"                          | Jaykii                        | Viết lời | Single                                     |
| 2019 | "Để bình yên ở lại"                  | Uyên Linh                     | Sáng tác | Nhạc phim Hoa hậu giang hồ                 |
| 2019 | "Em hơi mệt với bạn thân anh"        | Hương Giang                   | Sáng tác | Single                                     |
| 2019 | "Ai cũng có một tình yêu để quên"    | Hoàng Mỹ An                   | Sáng tác | Single                                     |
| 2019 | "Yêu không cần trả giá"              | Uyên Ngô                      | Sáng tác | Single                                     |
| 2020 | "Em đau lòng thế, anh vừa lòng chưa" | Khả Ngân                      | Sáng tác | Single                                     |
| 2020 | "Lười yêu"                           | Bảo Anh                       | Sáng tác | Single                                     |
| 2020 | "Ông trời để lạc em ở đây"           | Trọng Hiếu                    | Viết lời | Single                                     |
| 2023 | "Hoa dưới mặt trời"                  | Chi Pu                        | Sáng tác | Single                                     |

## Danh sách phim

### Phim điện ảnh
| Năm  | Tên phim    | Vai diễn    |
| ---- | ----------- | ----------- |
| 2016 | Găng tay đỏ | Xuân Phương |

### Phim truyền hình
| Năm       | Phim                        | Kênh | Vai diễn     |
| --------- | --------------------------- | ---- | ------------ |
| 2007      | Nhật ký Vàng Anh 2          | VTV3 | Uyên         |
| 2008–2009 | Những người độc thân vui vẻ | VTV3 |              |
| 2010      | Bà nội không ăn pizza       | VTV3 | Kiều         |
| 2010      | Có lẽ bởi vì yêu            | VTC1 | Khánh Phương |
| 2011      | Cầu vồng tình yêu           | VTV3 |              |
| 2012      | Bếp của mẹ                  | K+   | Dung         |

### Chương trình truyền hình
| Năm  | Chương trình                         | Kênh                                | Ghi chú                   |
| ---- | ------------------------------------ | ----------------------------------- | ------------------------- |
| 2012 | Tài - Tiếu - Tuyệt                   | HTV2                                | Khách mời                 |
| 2012 | Nhịp cầu âm nhạc                     | HTV7                                | Nghệ sĩ biểu diễn         |
| 2012 | Đọ sức âm nhạc                       | HTV7                                | Khách mời                 |
| 2012 | Revive Fun Bike: Hành trình vui nhộn | YanTV (SCTV2)                       | Đội trưởng (Chiến thắng)  |
| 2013 | Ngẫu hứng âm nhạc                    | YanTV (SCTV2)                       | Khách mời                 |
| 2013 | Tôi dám hát                          | VTV6                                | Người chơi                |
| 2013 | Ai thông minh hơn học sinh lớp 5     | VTV3 & HTV7                         | Người chơi                |
| 2013 | Muzik Plus: Chuyên mục Leak Plus     | K+ NS                               | Khách mời                 |
| 2013 | MBox ISing                           | VTV3                                | Giám khảo                 |
| 2013 | Bài hát yêu thích                    | VTV3                                | Nghệ sĩ biểu diễn         |
| 2014 | Tôi tỏa sáng                         | VTV9                                | Nghệ sĩ biểu diễn         |
| 2014 | Ising - Tôi hát                      | VTV6                                | Giám khảo                 |
| 2014 | YAN Chat                             | YanTV (SCTV2)                       | Khách mời                 |
| 2014 | Dám chinh phục ước mơ                | YanTV (SCTV2)                       | Quán quân                 |
| 2014 | Chat cùng sao                        | YanTV (SCTV2)                       | Khách mời                 |
| 2014 | Đố ai hát được                       | VTV3                                | Thí sinh                  |
| 2014 | Bài hát yêu thích                    | VTV3                                | Nghệ sĩ biểu diễn         |
| 2014 | Nhân tố bí ẩn                        | VTV3                                | Khách mời biểu diễn       |
| 2015 | Showbiz 101                          | VTC8                                | Khách mời                 |
| 2015 | Học viện ngôi sao                    | VTV6                                | Khách mời biểu diễn       |
| 2015 | Cuộc đua kỳ thú                      | VTV3                                | Hạng 3                    |
| 2015 | Ghế không tựa                        | VTV3                                | Khách mời                 |
| 2015 | Hoán đổi                             | VTV3                                | Thí sinh                  |
| 2015 | Bài hát yêu thích                    | VTV3                                | Nghệ sĩ biểu diễn         |
| 2015 | Bữa trưa vui vẻ                      | VTV6                                | Khách mời                 |
| 2015 | Chung sức                            | HTV7                                | Khách mời                 |
| 2015 | Quà tặng thời gian                   | QPVN                                | Nghệ sĩ biểu diễn         |
| 2015 | Tích tắc                             | YanTV (SCTV2)                       | Khách mời                 |
| 2015 | Yan V-pop 20 Awards 2015             | YanTV (SCTV2)                       | Nghệ sĩ biểu diễn         |
| 2015 | Yan Beatfest 2015                    | YanTV (SCTV2)                       | Nghệ sĩ biểu diễn         |
| 2015 | Bếp chiến                            | YanTV (SCTV2)                       | Khách mời                 |
| 2016 | Radio 88.8                           | YanTV (SCTV2)                       | Khách mời                 |
| 2016 | Yan V-pop 20 2016                    | YanTV (SCTV2)                       | Nghệ sĩ biểu diễn         |
| 2016 | Yan Beatfest 2016                    | YanTV (SCTV2)                       | Nghệ sĩ biểu diễn         |
| 2016 | 2BĐ – Biệt đội bá đạo                | HTV7                                | Người chơi                |
| 2016 | Biệt đội X6                          | HTV7                                | Người chơi                |
| 2016 | Đàn ông phải thế                     | HTV7                                | Khách mời                 |
| 2016 | Người đứng vững                      | HTV7                                | Người chơi                |
| 2016 | Bạn có bình thường                   | VTV9                                | Người chơi                |
| 2016 | Bước nhảy hoàn vũ                    | VTV3                                | Thí sinh                  |
| 2016 | Hoán đổi                             | VTV3                                | Khách mời biểu diễn       |
| 2016 | Vietnam Idol                         | VTV3                                | Khách mời biểu diễn       |
| 2016 | Vietnam's Got Talent                 | VTV3                                | Khách mời biểu diễn       |
| 2016 | VTV Awards                           | VTV3                                | Khách mời biểu diễn       |
| 2017 | 12 con giáp                          | VTV3                                | Khách mời biểu diễn       |
| 2017 | Một trăm triệu một phút              | VTV3                                | Người chơi                |
| 2017 | Vietnam Idol Kids                    | VTV3                                | Giám khảo casting         |
| 2017 | Bạn là ngôi sao                      | HTV7                                | Giám khảo                 |
| 2017 | Gương mặt phu thê                    | HTV7                                | Người chơi                |
| 2017 | Ai cũng bật cười                     | Vie Channel (HTV2)                  | Người chơi                |
| 2017 | Món ăn của ngôi sao                  | YanTV (SCTV2)                       | Khách mời                 |
| 2017 | Lớp học vui nhộn                     | Yeah1TV (VTVCab 17)                 | Người chơi                |
| 2017 | Bữa trưa vui vẻ                      | VTV6                                | Khách mời                 |
| 2017 | Bếp cười                             | VTV6                                | Khách mời                 |
| 2017 | Tạp chí âm nhạc                      | VTV1                                | Khách mời                 |
| 2017 | Âm nhạc và bước nhảy                 | VTV9                                | Nghệ sĩ biểu diễn         |
| 2018 | Đấu trường võ nhạc                   | HTV7                                | Giám khảo                 |
| 2018 | Cao thủ đấu nhạc                     | HTV7                                | Khách mời                 |
| 2018 | Đùa như thật                         | HTV7                                | Người chơi                |
| 2018 | Giọng ải giọng ai                    | HTV7                                | Giám khảo                 |
| 2018 | Người hát tình ca                    | THVL1                               | Giám khảo                 |
| 2018 | Hẹn ngay đi                          | VTV3                                | Giám khảo                 |
| 2019 | Bộ ba siêu đẳng                      | VTV3                                | Người chơi                |
| 2019 | Giác quan thứ 6                      | VTV3                                | Khách mời                 |
| 2019 | Bữa trưa vui vẻ                      | VTV6                                | Khách mời                 |
| 2019 | Du ký cùng hoa hậu                   | HTV7                                | Khách mời                 |
| 2019 | Siêu bất ngờ                         | HTV7                                | Người chơi                |
| 2019 | Let's go Gangwondo                   | HTV9                                | Nghệ sĩ trải nghiệm       |
| 2020 | Giọng ải giọng ai                    | HTV7                                | Giám khảo                 |
| 2020 | Nghệ sĩ thử tài P336                 | HTV7                                | Khách mời                 |
| 2020 | Tường lửa                            | VTV3                                | Người chơi                |
| 2020 | Gà đẻ trứng vàng                     | VTV3                                | Người chơi                |
| 2020 | Quả cầu bí ẩn                        | VTV3                                | Người chơi                |
| 2020 | Trời sinh một cặp                    | VTV3                                | Giám khảo                 |
| 2021 | Muôn màu showbiz                     | VTV3                                | Khách mời                 |
| 2022 | Trò chơi trời cho                    | VTV3                                | Giám khảo                 |
| 2022 | Bài hát hay nhất                     | VTV3                                | Giám khảo                 |
| 2022 | Đấu trường âm nhạc                   | THVL1                               | Khách mời                 |
| 2022 | Ca sĩ giấu mặt                       | THVL1                               | Giám khảo                 |
| 2023 | Nhảy đi ngại chi                     | HTV7                                | Người chơi                |
| 2023 | Chị đẹp đạp gió rẽ sóng              | VTV3                                | Trưởng nhóm thành đoàn    |
| 2024 | Tết đẹp                              | VTV3                                | Nghệ sĩ biểu diễn         |
| 2024 | Đón Tết cùng VTV                     | VTV3                                | Nghệ sĩ biểu diễn         |
| 2024 | Việt Nam hôm nay                     | VTV1                                | Khách mời                 |
| 2024 | Thế giới showbiz                     | H1                                  | Khách mời                 |
| 2024 | Chị đẹp đạp gió rẽ sóng              | VTV3                                | Khách mời trợ diễn công 4 |
| 2025 | Hoa xuân ca                          | VTV1, VTV3, VTV9, VTV9, VTV Cần Thơ | Khách mời                 |
| 2025 | 12 con giáp                          | VTV3                                | Khách mời                 |
| 2025 | Khách sạn 5 sao                      | VTV3                                | Khách mời                 |
| 2025 | Điểm hẹn tài năng                    | VTV3                                | Khách mời                 |
| 2025 | Sao nhập ngũ                         | QPVN                                | Nhân vật chính            |

## Giải thưởng và đề cử
| Năm  | Giải thưởng                       | Hạng mục                               | Đề cử cho           | Kết quả   | Ref    |
| ---- | --------------------------------- | -------------------------------------- | ------------------- | --------- | ------ |
| 2024 | ELLE Beauty Awards 2024           | Best Hair of the Year                  | Trang Pháp          | Đề cử     |        |
| 2024 | L'OFFICIEL Women of Our Time 2024 | Woman of Art                           | Trang Pháp          | Đoạt giải | [ 35 ] |
| 2024 | Vạn Xuân Awards                   | Đại sứ quảng cáo truyền cảm hứng       | Trang Pháp          | Đoạt giải | [ 36 ] |
| 2024 | Giải Mai Vàng                     | Nữ ca sĩ được yêu thích nhất           | Trang Pháp          | Đoạt giải | [ 19 ] |
| 2024 | Giải Mai Vàng                     | MV (video ca nhạc) được yêu thích nhất | Gửi chồng tương lai | Đề cử     | [ 19 ] |
| 2024 | Giải Làn Sóng Xanh                | Nữ ca sĩ/Rapper được yêu thích nhất    | Trang Pháp          | Đề cử     |        |
| 2024 | Đẹp Awards 2024: True Beauty      | The Superstar                          | Trang Pháp          | Đoạt giải | [ 37 ] |
| 2025 | Gala Nhạc Việt                    | Dự án nhạc Việt của năm                | Trang Pháp          | Đoạt giải | [ 38 ] |
| 2025 | Giải Cống hiến                    | Nữ ca sĩ của năm                       | Trang Pháp          | Đoạt giải | [ 20 ] |
| 2025 | Giải Cống hiến                    | Nhạc sĩ của năm                        | Trang Pháp          | Đề cử     | [ 20 ] |